# Praia taczanowskii
Praia taczanowskii är en stekelart som beskrevs av Édmond André 1881.
Praia taczanowskii ingår i släktet Praia och familjen klubbhornsteklar. Enligt den finländska rödlistan är arten nära hotad i Finland. Arten är reproducerande i Sverige. Artens livsmiljö är fjällbjörkskogar.